# Barberarfisk
Barberarfisk (Johnrandallia nigrirostris) är en fiskart som först beskrevs av Gill 1862.  Barberarfisk ingår i släktet Johnrandallia och familjen Chaetodontidae. IUCN kategoriserar arten globalt som livskraftig. Inga underarter finns listade.

## Bildgalleri

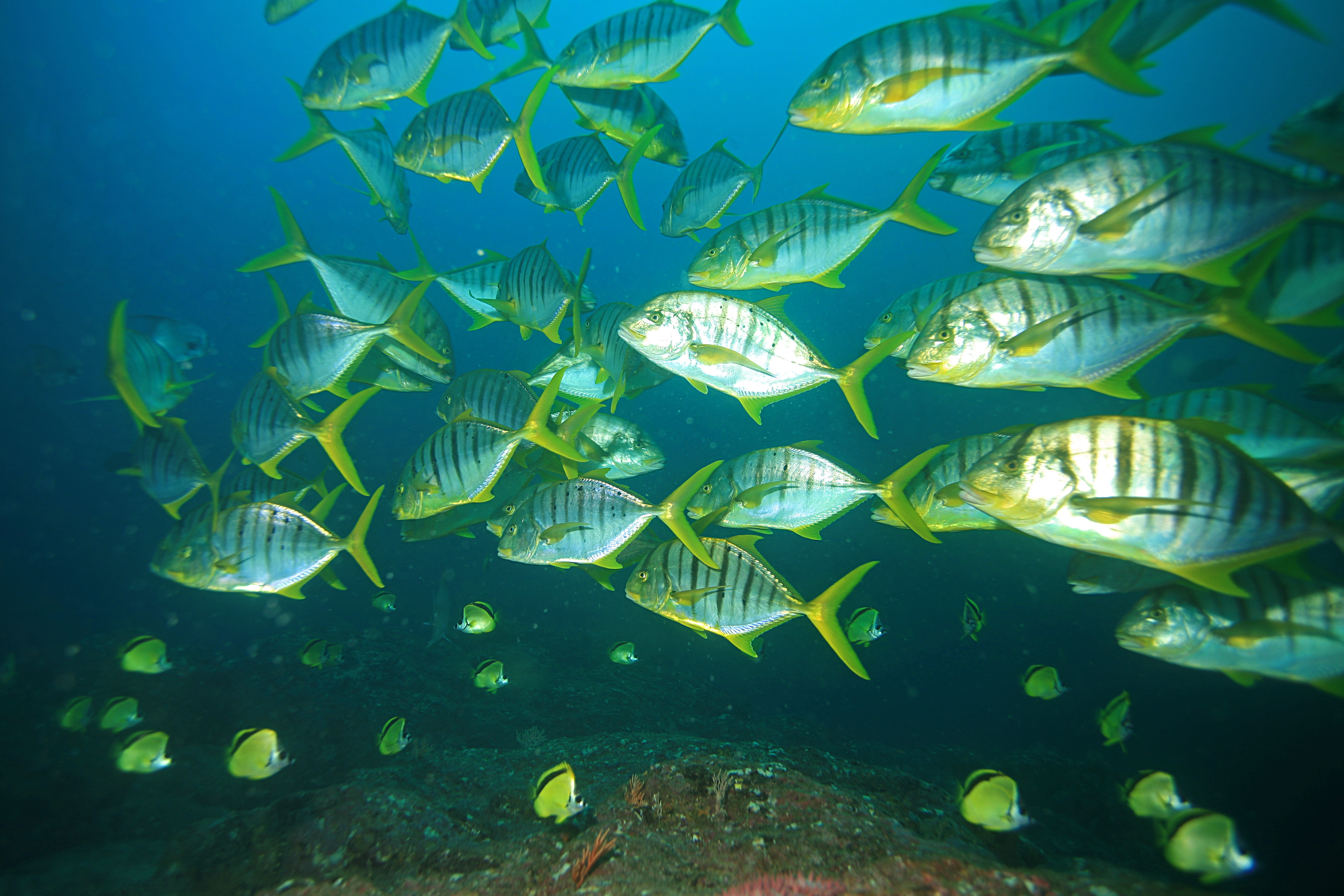
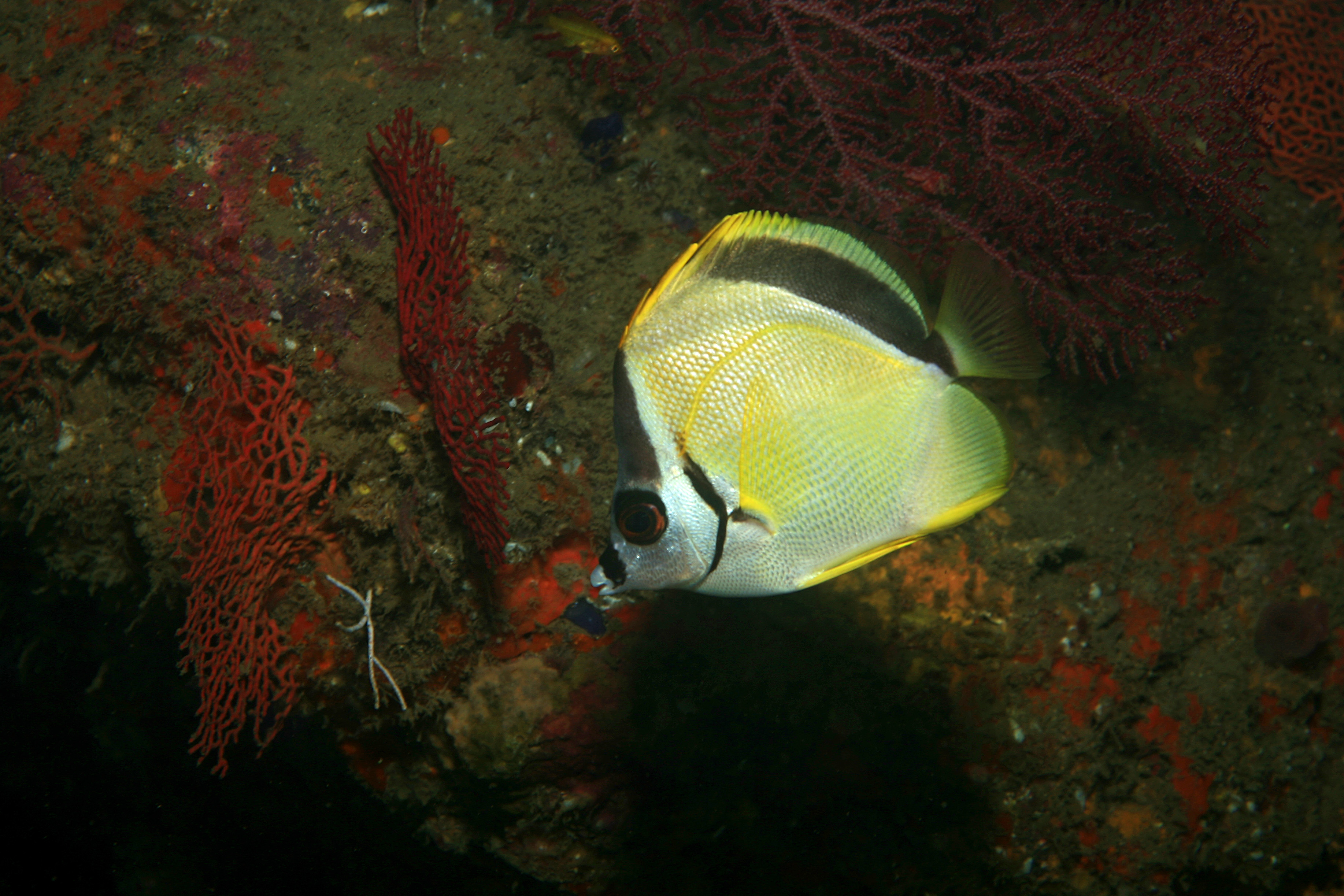